# Heliconius tenebrosa
Heliconius tenebrosa är en fjärilsart som beskrevs av Holzinger 1968. Heliconius tenebrosa ingår i släktet Heliconius och familjen praktfjärilar. Inga underarter finns listade i Catalogue of Life.